# Minni Nurme
Minni Nurme (* 17. Oktoberjul. / 30. Oktober 1917greg. auf dem Hof Kiini in der Gemeinde Aidu, heute Landgemeinde Paistu, Kreis Viljandi, Estland; † 22. November 1994 in Tallinn) war eine estnische Schriftstellerin und Lyrikerin.

## Leben und Werk
Minni Katharina Nurme wurde als Minni Neumann im damaligen Livland geboren. 1936 wurde ihr Familienname estnisiert. Sie schloss 1936 das Mädchengymnasium in Viljandi ab.
Während des Zweiten Weltkriegs war sie während der deutschen Besetzung Estlands (1941–1944) hinter der sowjetischen Front tätig. Nach dem Krieg lebte sie als freischaffende Schriftstellerin in Tallinn.
Als Prosa-Autorin debütierte Minni Nurme 1939 mit dem Roman Kentaurid („Die Kentauren“). Zwei Jahre später folgte der Roman Ratastool („Der Rollstuhl“).
Während des Krieges wandte sie sich immer mehr der Lyrik zu. 1945 erschien ihr erster Lyrikband, Sünnimuld („Muttererde“), mit intimen Gedichten. Die Gedichte sind von Heimweh und Verbunden zur Natur geprägt. Später charakterisierten Natur- und Gefühlslyrik sowie philosophische Gedichte ihr Werk. Zwischen ihrem zweiten Gedichtband Pikalt teelt (1947) und der dritten Lyriksammlung Juured mullas liegt eine zehnjährige Schaffenspause, vor allem bedingt durch die Kritik der stalinistischen Behörden an ihrem Werk.
Miini Nurme war auch als  literarische Übersetzerin aus dem Englischen und Finnischen tätig.
Größerer literarischer Ruhm blieb Minnu Nurme in der Estnischen SSR versagt.

## Literarisches Werk

### Prosa
- Kentaurid (Roman, 1939)
- Ratastool (Roman, 1941)
- Lämbumine (Erzählungen, 1946)
- Valus küsimus (Kurzprosa, 1962)
- Rähni laastud (Kurzprosa, 1966)

### Gedichtsammlungen
- Sünnimuld (1945)
- Pikalt teelt (1947)
- Juured mullas (1957)
- Maarjahein (Auswahlsammlung, 1967)
- Sookailudes on loitsud (1971)
- Kuuvein (1974)
- Tuules lendlev seeme (1976)
- Pilvede pisarad tärkamisse (Auswahlsammlung, 1978)
- Päevapuri (1981)
- Valgevalul (1983)
- Puud varjulised (Auswahlsammlung, 1987)

## Rezeption in Deutschland
- Mondwein. Lyrische Gedichte. Nachdichtungen aus dem Estnischen von Aldo Roomere. Leipzig: Hochschule für Grafik und Buchkunst 1976. 27 S.

Hierbei handelt es sich um eine Diplomarbeit und kein für den Handel bestimmtes Buch, aber immerhin wurden hier 16 Gedichte der Autorin auf Deutsch vorgelegt.
Ferne ist die Kurzgeschichte „Der Chefarzt“ (übersetzt von A.E. Thoss) erschienen in: Aus dem Buch des Lebens. Ukrainische und estnische Novellen. Auswahl und Einleitung Erich Müller. Berlin: Verlag Kultur und Fortschritt 1951, S. 205–220.

## Privatleben
Minni Nurme war die jüngere Schwester der estnischen Lyrikerin Salme Ekbaum (1912–1995). Nach ihrer Heirat 1936 hieß sie bis 1941 Minni Raudsepp. 1941 heiratete sie den estnischen Schriftsteller Aadu Hint (1910–1989). 1958 wurde die Ehe geschieden. Minni Nurme hatte drei Söhne und zwei Töchter. Die bekannteste ist die estnische Schriftstellerin Eeva Park (* 1950).